# Eicochrysops hippocrates
Eicochrysops hippocrates är en fjärilsart som beskrevs av Fabricius 1793. Eicochrysops hippocrates ingår i släktet Eicochrysops och familjen juvelvingar. Inga underarter finns listade i Catalogue of Life.